# William Martinet
Pour les articles homonymes, voir Martinet.
William Martinet, né le 6 septembre 1988 à Paris, est un homme politique français.
Il est président de l'Union nationale des étudiants de France (UNEF) de 2013 à 2016. Après avoir rejoint La France insoumise en 2016, il est député de la onzième circonscription des Yvelines de 2022 à 2024. Il est secrétaire général du groupe parlementaire LFI-NFP à l'Assemblée nationale depuis août 2024.

## Biographie

### Origines, formation et carrière professionnelle
Ses parents sont infirmiers à l’hôpital public, il a effectué une partie de sa scolarité dans un lycée versaillais. Il estime que ses origines sociales modestes sont à l'origine de son engagement d'abord dans des associations puis dans le syndicalisme étudiant. Il obtient son baccalauréat en 2006, étudie une licence de biologie à l'université de Versailles – Saint-Quentin-en-Yvelines.
Avant d'être élu député, il était chargé de mission logement à la Fédération des acteurs de la solidarité (FAS).

### Président de l’UNEF
Engagé depuis la mobilisation étudiante contre le CPE, en 2006, William Martinet est pendant un an président de la section locale de l'UNEF à l'université de Versailles – Saint-Quentin-en-Yvelines. Il est ensuite successivement membre du bureau national de l’UNEF chargé des questions de société (il est notamment chargé de la lutte contre l’extrême droite, l’homophobie et le sexisme), responsable des questions universitaires puis vice-président du syndicat à partir du 12 octobre 2013. Il est également élu au Conseil national de l'enseignement supérieur et de la recherche de 2011 à 2013.
Il succède à Emmanuel Zemmour comme président de l'UNEF le 13 décembre 2013.
Le 12 mai 2014, il publie avec plusieurs dirigeants syndicaux et politiques un appel en faveur d'un meilleur accueil des étudiants étrangers en France.
Il fait partie des premiers signataires de l'appel « Loi Travail : non merci ! », qui obtient en plusieurs semaines plus d'un million de signatures. À la suite des manifestations du 9 mars 2016, il est reçu par le Premier ministre, Manuel Valls. Plusieurs médias évoquent une éventuelle manipulation politique derrière cette mobilisation, théorie à laquelle William Martinet a répondu en rappelant qu'il n'avait sa carte dans aucun parti politique.
En 2017, une enquête du Monde révèle la « violence sexiste » et le « harcèlement sexuel » qui étaient des pratiques courantes à l’UNEF sous le mandat de ses prédécesseurs, Jean-Baptiste Prévost et Emmanuel Zemmour. William Martinet a joué un « rôle déterminant » pour que l'UNEF prenne « conscience de ces violences », notamment grâce à la mise en place des mécanismes de recueil de la parole des femmes et des réunions dédiées aux femmes au sein du syndicat étudiant . Confirmant cette évolution, Lilâ Le Bas qui lui succède à la présidence de l'UNEF assure que « le silence et l’omerta, aujourd’hui, ne sont plus la loi ».
En 2019, Laure Daussy rapporte la fin du positionnement historiquement très laïc et universaliste du syndicat au profit d'une approche intersectionnelle. Cette rupture aurait eu lieu sous la présidence de William Martinet. Le 4 mars 2015, William Martinet publie une tribune dans Médiapart affirmant l'opposition de son syndicat au projet d'interdiction du port de signes religieux par les étudiants au sein des établissements d'enseignement supérieur. Une mesure « islamophobe » selon lui, qui aurait comme conséquences « d'exclure certaines femmes des universités ». 

### La France insoumise
Au sein de l'organisation politique La France insoumise, dont il est adhérent, William Martinet est coresponsable du pôle auto-organisation,.
Il est candidat du mouvement aux élections européennes de 2019 en trente-quatrième position,.
Durant l'élection présidentielle de 2022, il est responsable de l'écriture et de la coordination du plan « zéro SDF » pour la campagne de Jean-Luc Mélenchon.
William Martinet se présente aux élections législatives de 2022 dans la 11e circonscription des Yvelines sous la bannière de la Nouvelle Union populaire écologique et sociale (NUPES).
William Martinet  est un « lanceur d’alerte » sur la question du mal logement. Il dépose une proposition de loi visant à prendre des mesures d'urgence pour protéger les locataires face à la hausse des loyers et des charges. Il s'oppose à la loi Kasbarian Bergé facilitant les expulsions locatives. En juillet 2022 il fait adopter un amendement visant à limiter les compléments de loyers dans les villes où l’encadrement des loyers est appliqué. En janvier 2023 il est nommé président du groupe d’étude sur le logement et l'éco-construction de l’Assemblée nationale.
En avril 2023, alerté par les cas de maltraitance, il réclame la création d'une commission d'enquête parlementaire concernant le « problème des crèches privées lucratives ». Il obtient la création de la commission d'enquête mais « un accord LR/Renaissance a permis d’évincer William Martinet (LFI) qui visait le poste de rapporteur ». Les réponses de la ministre Aurore Bergé aux questions du députés insoumis lors de la commission d'enquête, portant sur les liens supposés de la ministre avec le lobby des crèches privées, ont conduit à l'ouverte d'une information judiciaire par la Cour de justice de la République pour « faux témoignage ». L'engagement de William Martinet contre les dérives des crèches privées lucratives est reconnu par le secteur, notamment à l'occasion de la sortie du livre Les Ogres de Victor Castanet.
En août 2024, il devient secrétaire général du groupe parlementaire La France Insoumise.

### Élections législatives
| Année | Parti     | Parti       | Circonscription                  | 1er tour | 1er tour | 1er tour | 2d tour | 2d tour | 2d tour |
| Année | Parti     | Parti       | Circonscription                  | Voix     | %        | Rang     | Voix    | %       | Issue   |
| ----- | --------- | ----------- | -------------------------------- | -------- | -------- | -------- | ------- | ------- | ------- |
| 2022  |           | LFI (NUPES) | 11e circonscription des Yvelines | 10 888   | 32,96    | 1er      | 15 760  | 50,18   | Élu     |
| 2024  | LFI (NFP) | 20 395      | 11e circonscription des Yvelines | 43,38    | 1er      | 22 035   | 49,84   | Battu   |         |